# Porte di ferro

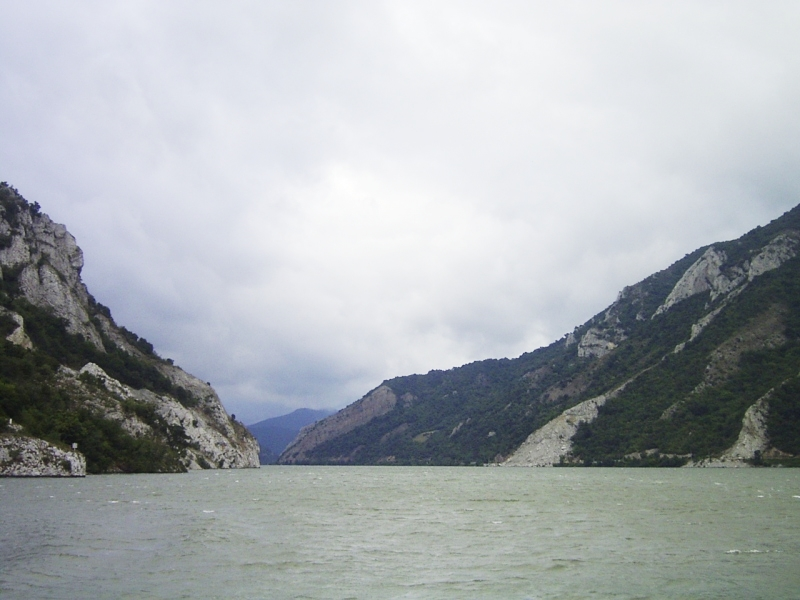
Una veduta delle Porte di ferro

Le Porte di ferro (in romeno Porțile de fier; in serbo-croato Ђердапска клисура?, Đerdapska klisura; in ungherese Vaskapu-szoros; in tedesco Eiserne Tor) sono una profonda gola attraversata dal Danubio lungo il confine tra Serbia e Romania.
Segnano il passaggio dai Carpazi meridionali ai Balcani.
La navigazione fluviale supera le Porte, che alimentano anche due centrali idroelettriche, grazie a un canale artificiale.
Sia il toponimo rumeno, che quello ungherese (Vaskapu), hanno lo stesso significato di porte di ferro e anzi, sono entrambi utilizzati per riferirsi a un'intera classe di gole. Una denominazione alternativa per l'ultimo tratto è Clisura Dunării, la Gola del Danubio. In Serbia la gola è nota come Đerdap, che è compresa nell'omonimo parco nazionale, un nome che, nel tratto finale, è sostituito da Đerdapska klisura.

## Le gole

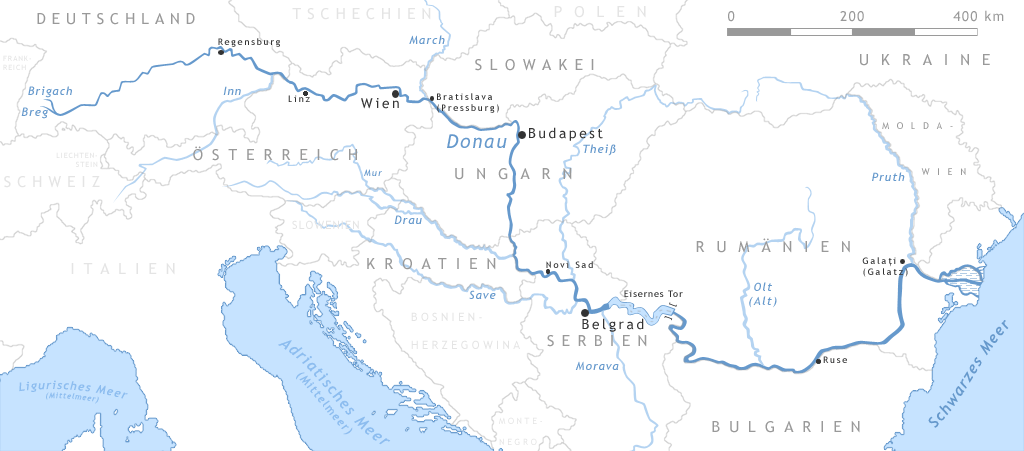
Il corso del Danubio con le Porte di ferro al confine serbo-rumeno

Il primo restringimento del Danubio si incontra oltre l'isola rumena di Moldova Veche ed è conosciuto come Golubac. È lungo 14.5 km e nel punto più stretto si riduce a 230 m. Sul promontorio di Golubac, sulla sponda serba, vi è la Fortezza di Golubac.
Attraverso la valle di Ljupovska si raggiunge la seconda gola, Gospodin Vir, lunga 15 km e stretta fino a 220 m. Le falesie si innalzano fino a 500 m e sono molto difficili da raggiungere dalla terraferma.

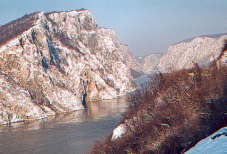
La gola Kazan come visibile dalla sponda destra.

La più larga, Donji Milanovac, collega la Grande alla Piccola gola di Kazan, la cui una lunghezza complessiva è di 19 km. La valle di Orșova è l'ampia sezione finale attraverso cui il fiume raggiunge le pianure della Valacchia nei pressi dell'ultima gola, chiamata Sip.
La gola detta Grande Kazan ("kazan" vuol dire calderone) è la più famosa, nonché la più stretta tra quelle che si incontrano sul percorso fluviale: qui il fiume si restringe a 150 m e raggiunge profondità di 53 m.

### La strada romana di Kazan

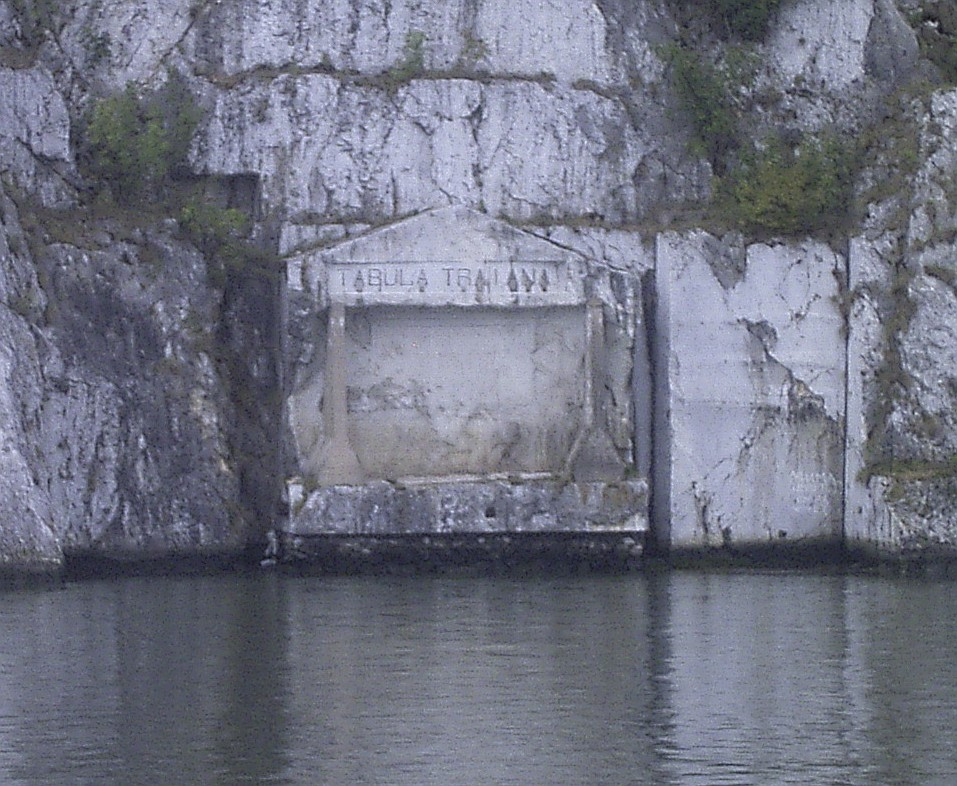
La Tabula Traiana lambita dalle acque del Danubio, nell'attuale collocazione.

Nelle rocce a picco di queste gole i genieri romani, nel 33-34, intagliarono la «spettacolare strada», lambita dal corso del Danubio e della cui ricostruzione fa cenno Traiano nella Tabula Traiana, di cui si dirà in seguito.. L'imperatore Traiano tracciò una strada militare, proveniente da Belgrado, che passava sul fianco dei monti costeggiando la riva destra delle Porte di Ferro per raggiungere una zona più pianeggiante. Della strada, inghiottita dal Danubio dopo la costruzione della diga nel 1973, nulla è più visibile, ad eccezione di qualche tratto; la Tabula Traiana, originariamente posta lungo il percorso della strada, è stata essa stessa salvata solo grazie al sollevamento avvenuto al di sopra del livello attuale, insieme alle rocce in cui era ricavata e a un breve tratto dell'originaria strada su cui essa sorgeva.

### IlPonte di Traiano

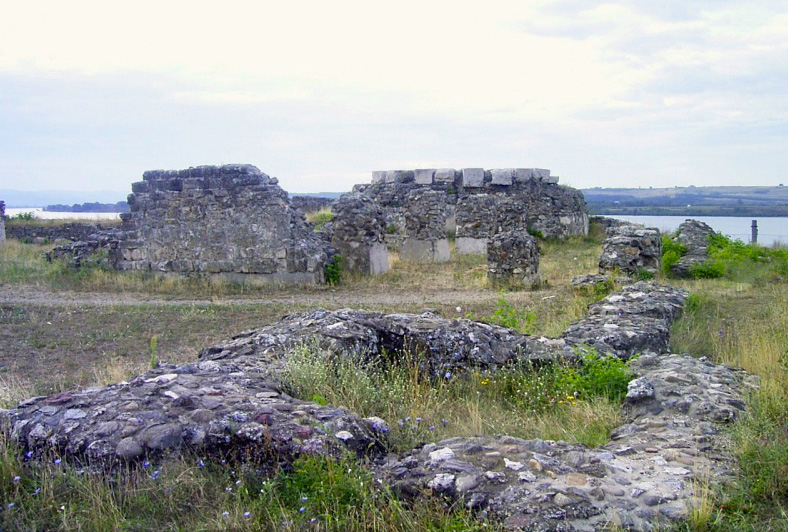
Rovine del Ponte di Traiano sulla sponda romena.

Fu in questi pressi che l'imperatore Traiano innalzò il famoso ed omonimo ponte progettato da Apollodoro di Damasco, negli anni tra il 103 e il 105, durante la conquista romana della Dacia.
Sulla sponda destra un'epigrafe, la Tabula Traiana, commemora la realizzazione.

### Altre testimonianze archeologiche
Tesori notevolmente più antichi sono stati trovati, negli anni sessanta, nella meno spettacolare gola di Gospodin Vir: il saggio archeologico ha fatto venire alla luce il sito Lepenski Vir, il più significativo dell'Europa sudorientale. Le statue in arenaria rinvenute, datate al primo neolitico, sono particolarmente spettacolari. Questo ritrovamento, insieme a quelli provenienti da altri siti archeologici che si incontrano, testimonia la lunga frequentazione umana dell'area delle Porte di ferro.

### La statua di Decebalo
Sulla riva rumena, alla Piccola Kazan, tra il 1994 e il 2004, è stata intagliata nella roccia la statua di re Decebalo, il fiero avversario di Traiano.

## Navigazione nelle gole
Le rocce lungo il letto del fiume e le rapide associate rendono le gole un luogo infausto per la navigazione. In tedesco il passaggio è ancora noto come Kataraktenstrecke, sebbene le cateratte non vi siano più. Lo scoglio Prigrada era il maggior ostacolo alla navigazione fino al 1896: il fiume si allarga considerevolmente in questo punto e, di conseguenza, il livello delle acque diviene più basso. A monte, presso la gola di Kazan, era famigerato lo scoglio chiamato Greben.

### Il canale di Traiano
Lo stesso Traiano, nelle sue campagne daciche di conquista, si trovò ad affrontare il problema delle insidie della navigazione in quel punto e come testimoniato dalla già citata Tabula Traiana, il più antico documento sulla navigazione su quello che sarebbe stato in seguito chiamato canale di Sip, dal nome del villaggio serbo posto sulla riva destra.

### Il canale di Sip
Nel 1831 si abbozzò un piano per rendere il passaggio navigabile, su iniziativa del politico ungherese István Széchenyi. Sarà Gábor Baross, il ministro ungherese "dalla mano di ferro", a completare il finanziamento del progetto.
Nel 1890, oltre Orșova, un tratto di 2 km venne liberato dalle rocce a colpi di esplosioni, fino a creare un profondo canale navigabile. Lo sperone dei monti Greben fu rimosso per una lunghezza di oltre 2 km, un tratto in cui si riteneva sufficiente una profondità di soli 2 metri.
Il 17 settembre, 1896, il canale di Sip fu inaugurato dall'imperatore austroungarico Francesco Giuseppe, dal re di Romania Carlo I e dal re serbo Alessandro I Obrenović. 
Tuttavia i risultati furono deludenti: le correnti nel canale risultavano così forti che, fino al 1972, le navi potevano passare solo trainate da un locomotore. Le Porte di ferro continuavano a rimanere un ostacolo degno di nota alla navigazione fluviale.

## La diga

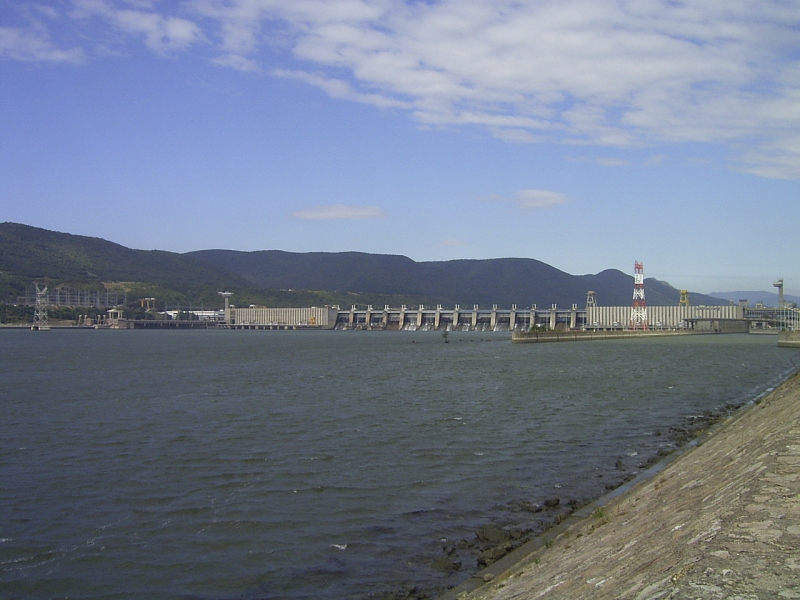
La diga alle porte di ferro

La costruzione di un mega-progetto congiunto romeno-jugoslavo per irregimentare il fiume ebbe inizio nel 1964. Nel 1972 la diga delle Porte di ferro fu inaugurata, insieme a due centrali idroelettriche e a due canali artificiali.
La costruzione della diga ha trasformato la valle del Danubio oltre Belgrado in una riserva d'acqua, dando luogo ad un innalzamento di 35 m del livello dell'acqua nei pressi della diga. Per il vecchio villaggio di Orșova, l'isola danubiana Ada Kaleh (si veda la sezione apposita), e almeno altri cinque villaggi, si è resa necessaria l'evacuazione, che ha interessato una popolazione di circa 17.000 persone e che ha portato, con l'abbandono degli insediamenti, alla loro perdita.
La realizzazione ha avuto anche un forte impatto sull'ecosistema. Per esempio le rotte migratorie di molte specie di storione, finalizzate alla deposizione delle uova, sono state definitivamente interrotte.

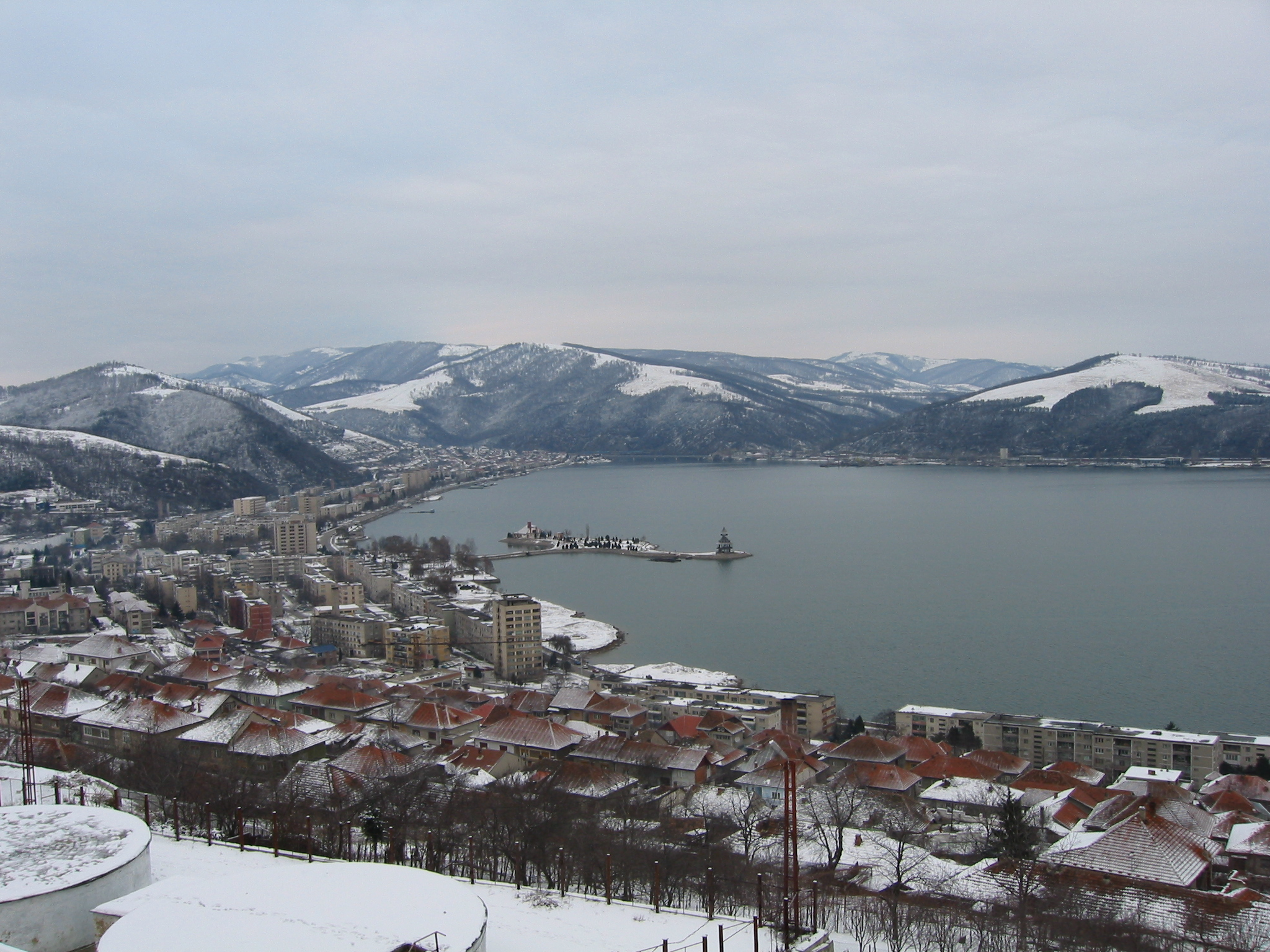
L'invaso artificiale presso la città.

Va anche detto che, fin dalla costruzione della diga, sono state adottate, da entrambe le nazioni, altre misure di protezione della flora e della fauna, della geomorfologia e degli artefatti storici e archeologici delle Porte di ferro: con l'istituzione, in Serbia, del Parco nazionale di Đerdap (dal 1974 - 636.08 km²) e, in Romania, con il Parco nazionale Porţile de Fier (dal 2001 - 1.156,55 km²).

## Ada Kaleh
L'isola Ada Kaleh fu probabilmente la più suggestiva tra le vittime della costruzione della diga di Đerdap. Si trattava di un'enclave turca, con una moschea e una miriade di vicoli tortuosi, famosa per essere un porto franco oltre che un covo di contrabbandieri. Fianco a fianco dei turchi convivevano molti altri gruppi etnici.

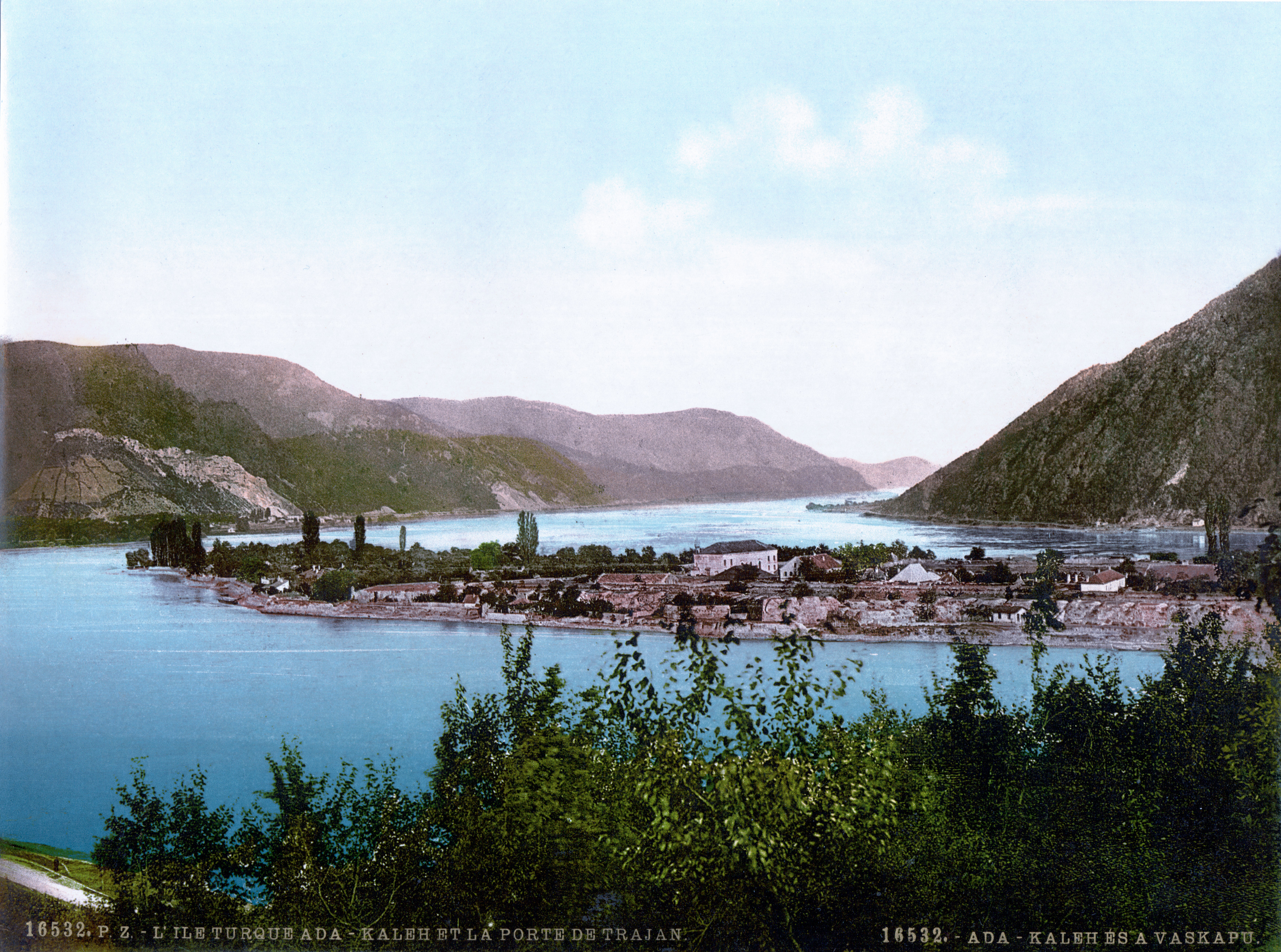
Ada Kaleh in un'immagine di fine ottocento.

L'isola era circa 3 km a valle di Orșova e misurava 1.7 per 0.4-0.5 km. Era cinta da mura: gli austriaci, per difendersi dai turchi, nel 1669 vi avevano costruito un forte che rimase un oggetto di contesa per i due imperi. Nel 1699 l'isola cadde sotto il controllo turco ma dal 1716 al 1718 fu austriaca, per ritornare sotto i turchi nel 1738 dopo un assedio di quattro mesi. La riconquista austriaca si fece attendere fino al 1789, al solo scopo di cederla ai turchi nell'imminente trattato di pace. In seguito, l'isola perse il suo significato militare e strategico. Il congresso di Berlino del 1878 costrinse l'impero ottomano a recedere molto a sud e l'isola venne sotto il controllo austroungarico pur rimanendo di proprietà del sultano turco. Gli abitanti godettero dell'esenzione dalle tasse, dai controlli doganali e dell'esenzione dalla leva militare. Nel 1923, con la caduta della monarchia ottomana, gli abitanti scelsero di far parte della Romania.
La moschea di Ada Kaleh risaliva al 1903 ed era stata costruita al di sopra di un precedente monastero francescano. Il tappeto, dono di un sultano turco, è stato spostato alla moschea di Costanza fin dal 1965.
Molti degli abitanti di Ada Kaleh, dopo l'evacuazione dell'isola, scelsero di emigrare in Turchia. Una piccola parte si spostò in Dobrugia, un'altra area rumena con una minoranza turca.

## Galleria d'immagini

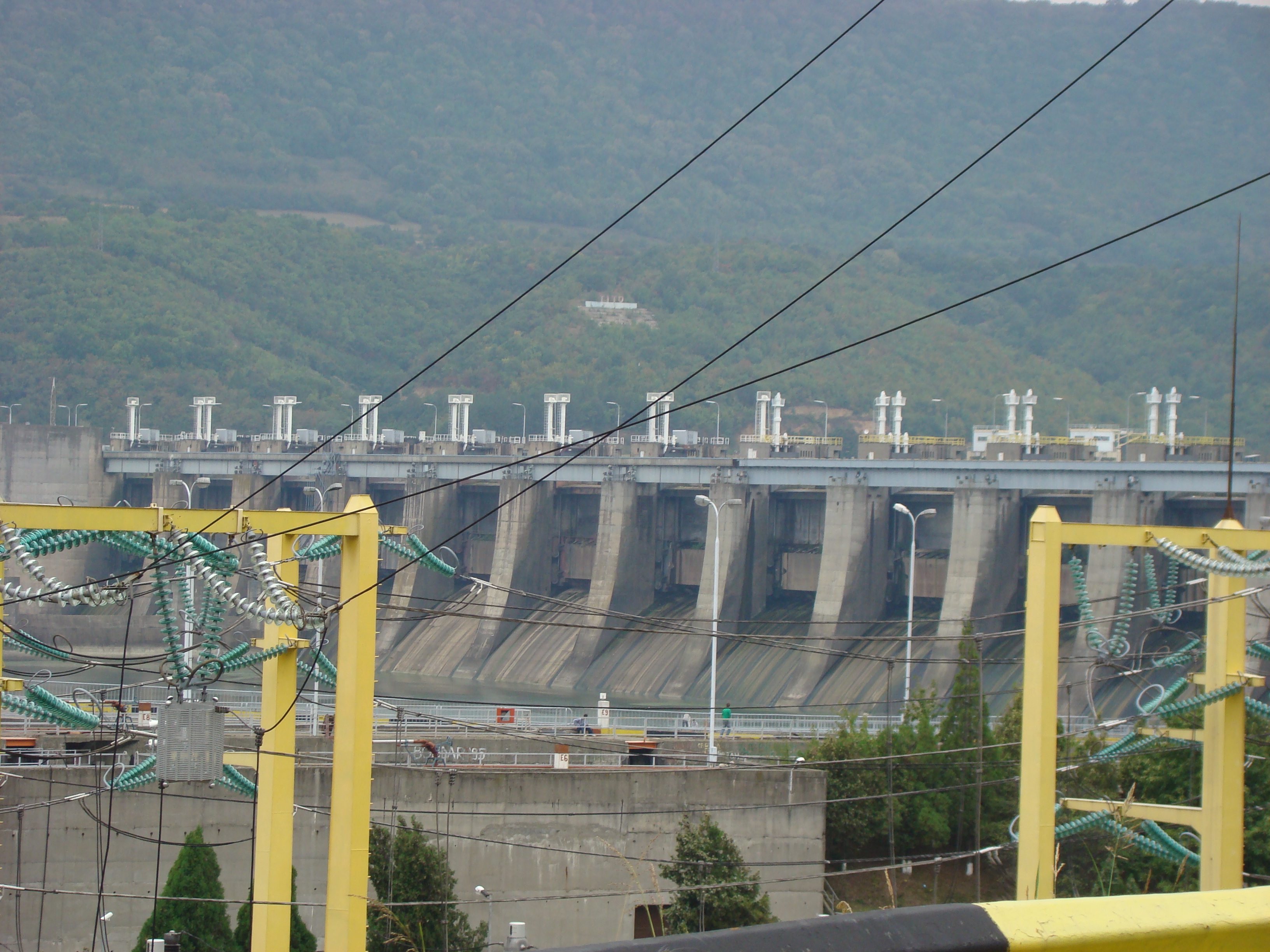
Porte di ferro I
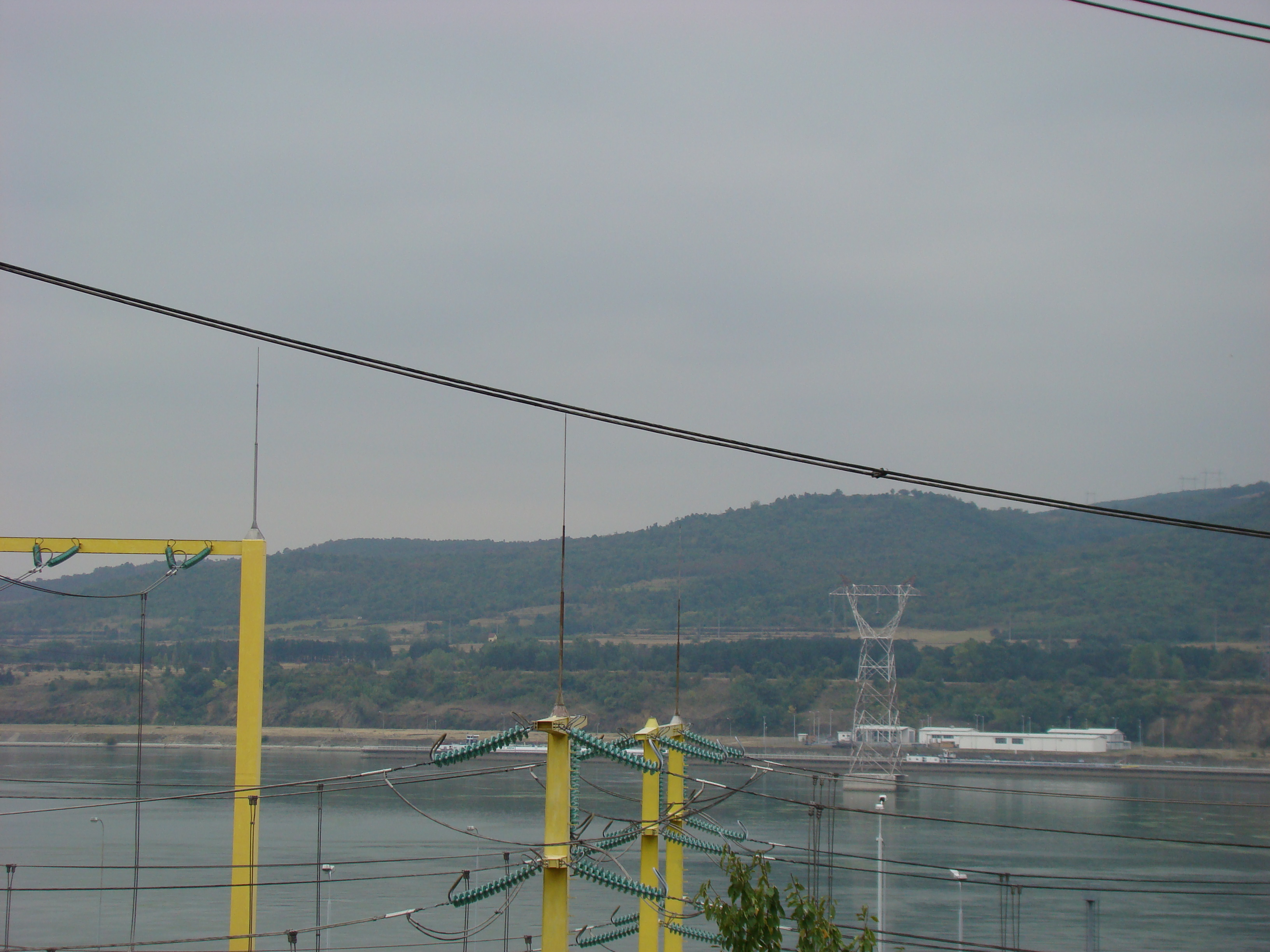
Porte di ferro I
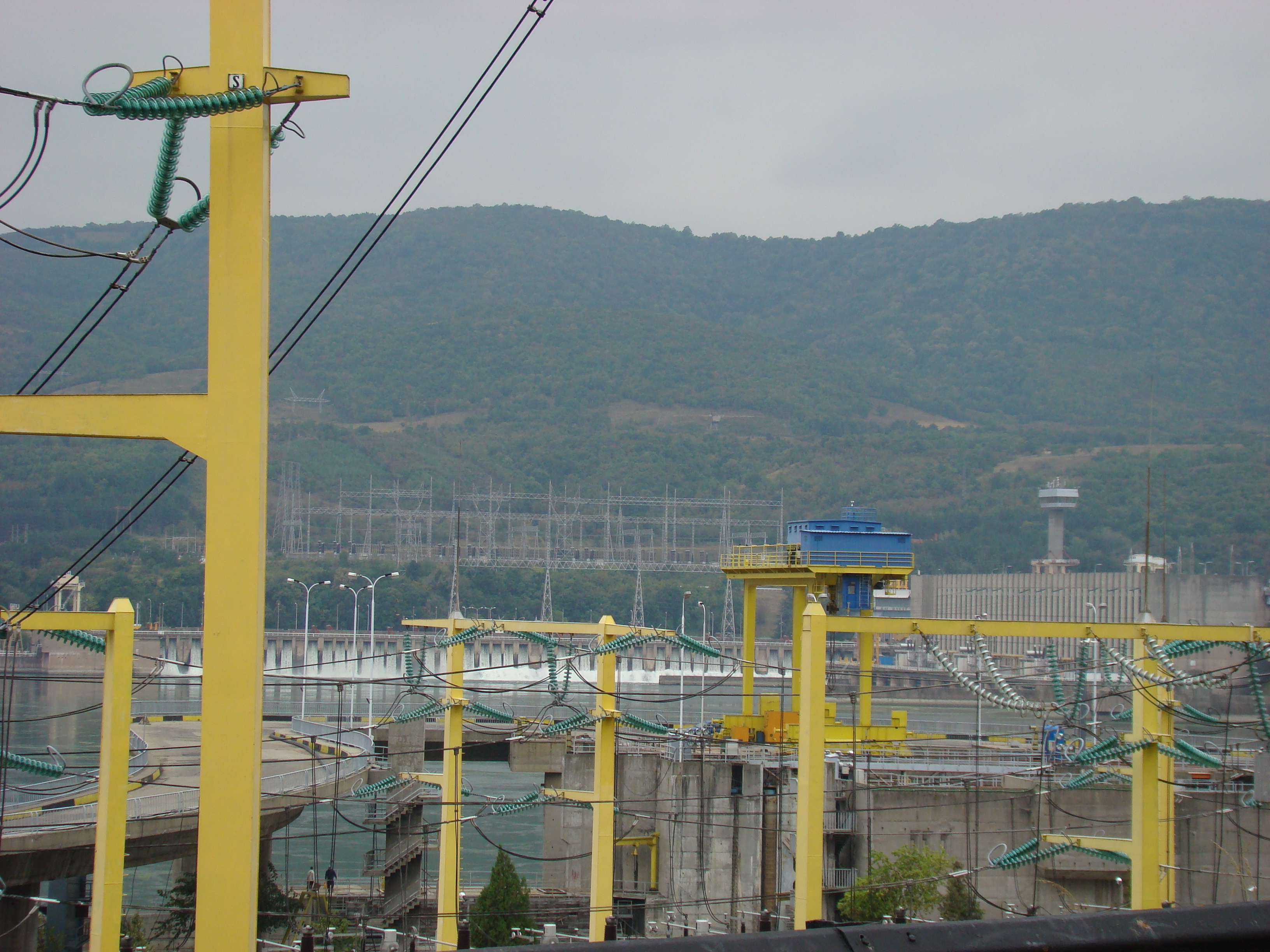
Porte di ferro I
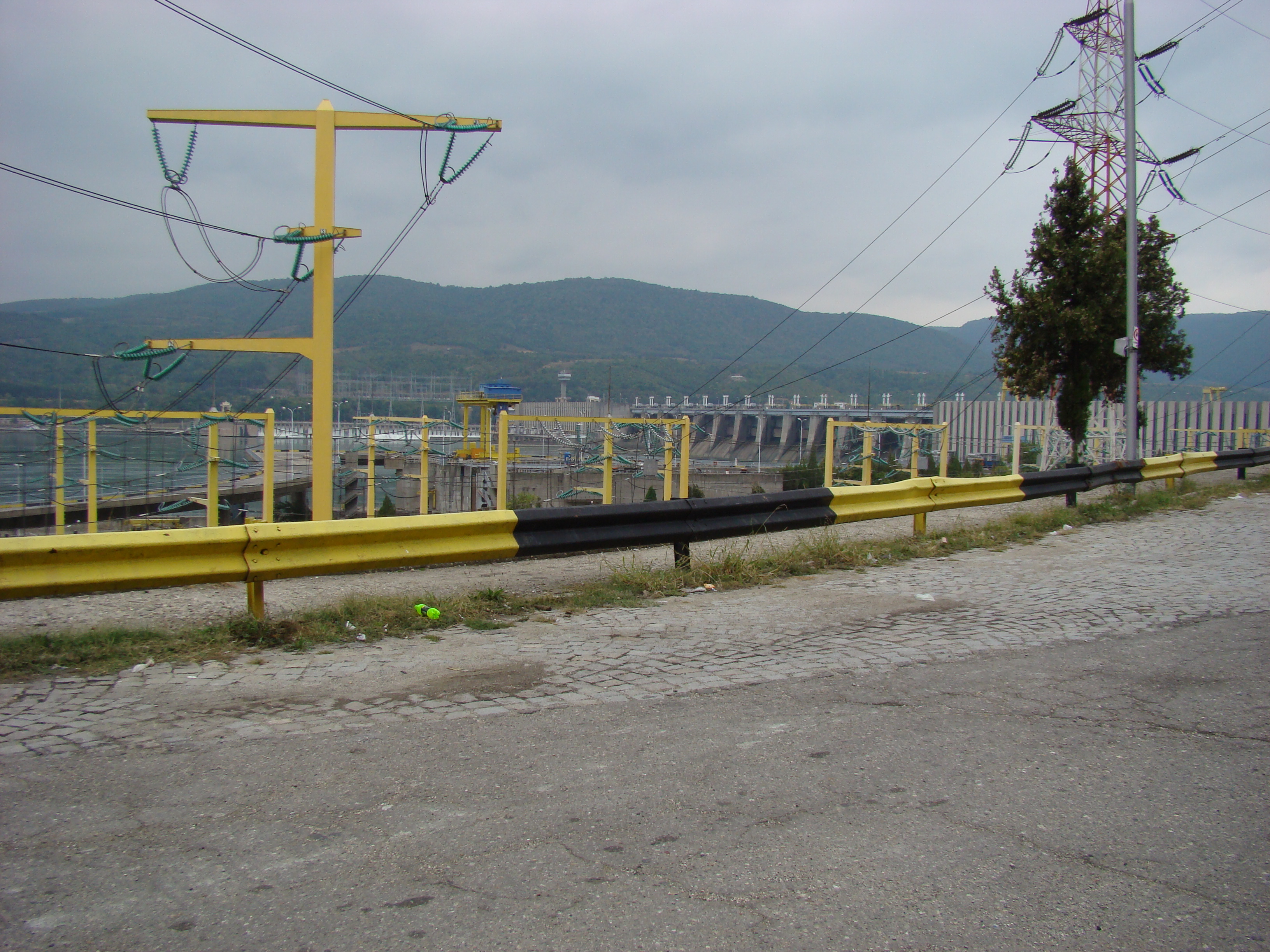
Porte di ferro I
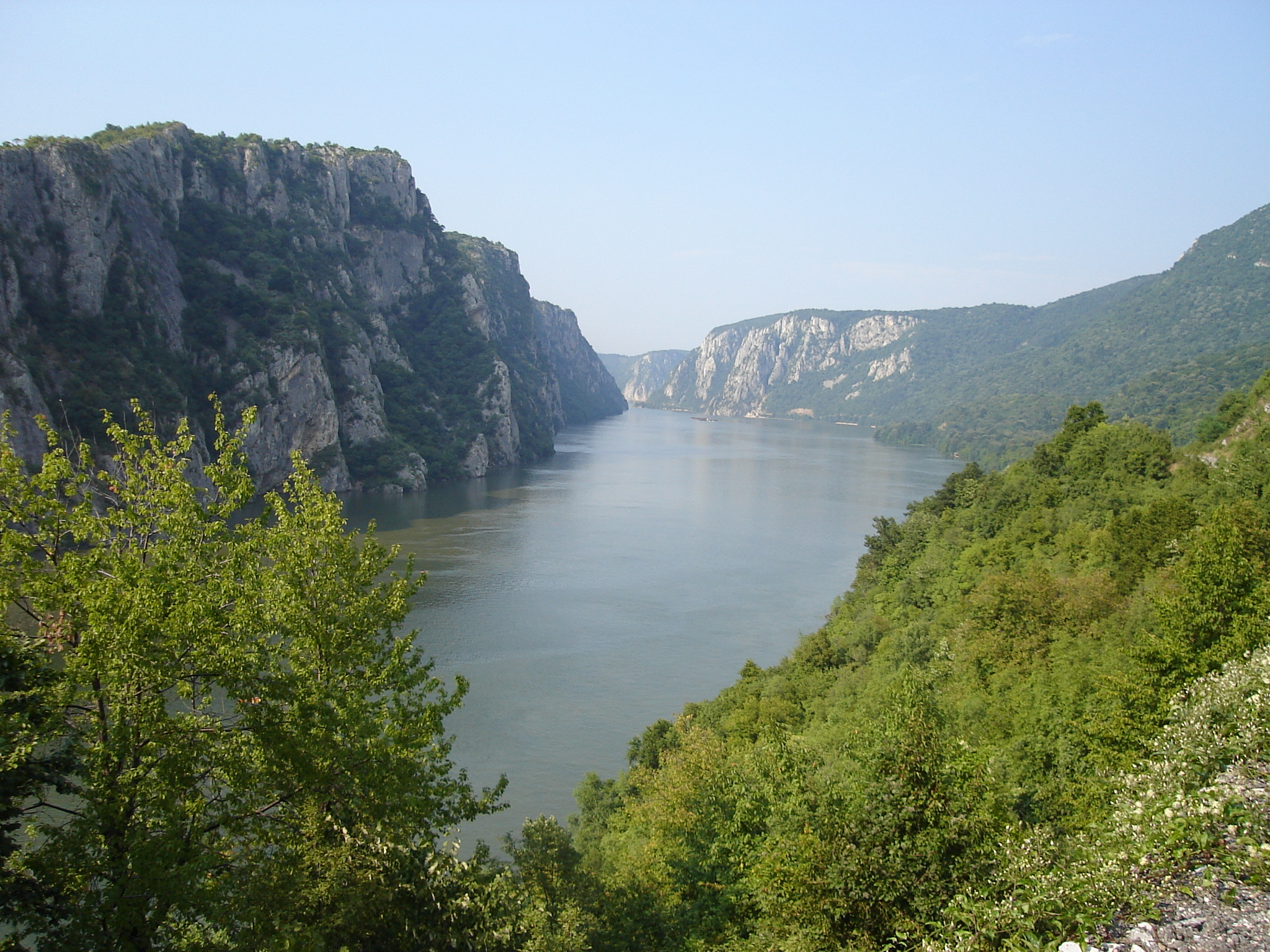
Danubio lungo le Porte di Ferro (2006)
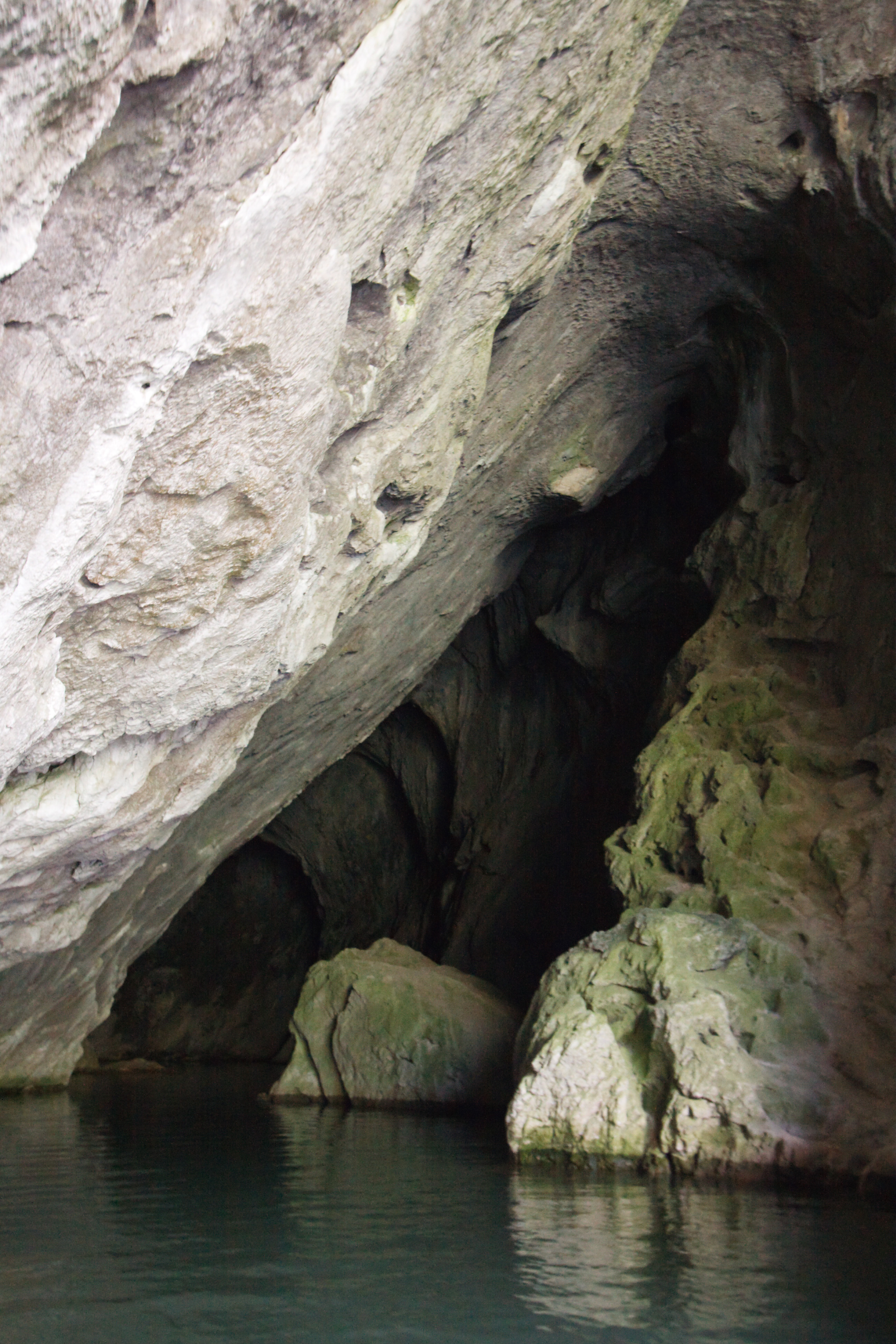
Ponicova
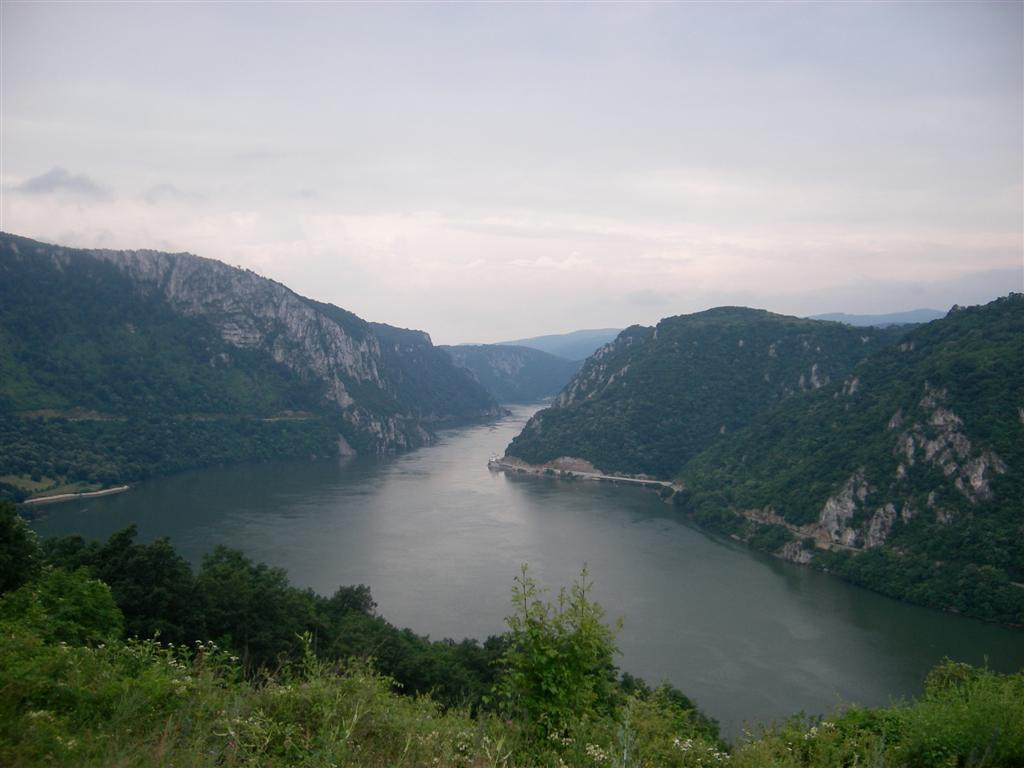
Danubio nel punto più stretto delle Porte di Ferro, visto dal lato serbo.
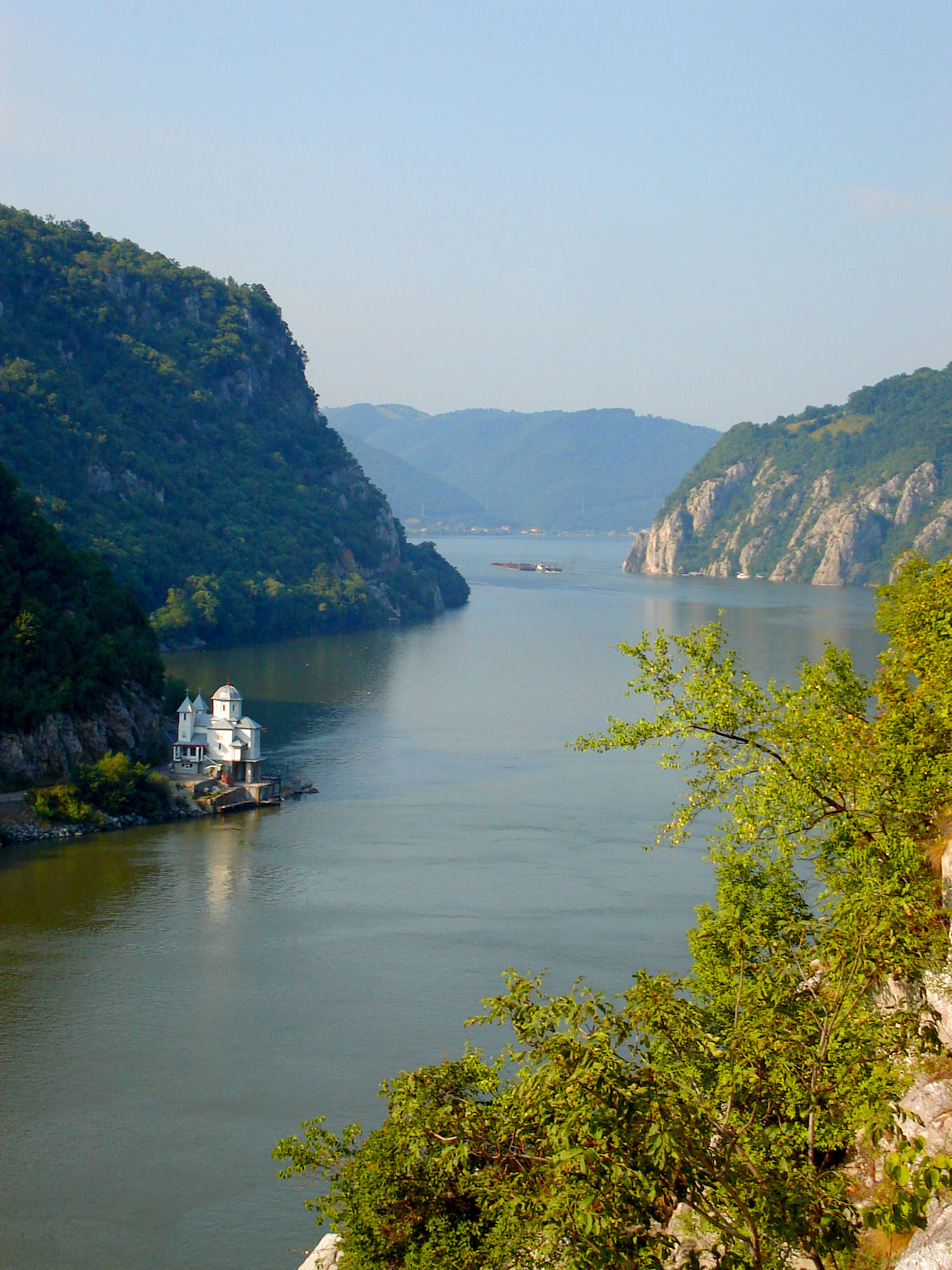
Chiesa Mraconia

## Cinematografia
- Il film del 2003 Donau, Duna, Dunaj, Dunav, Dunarea di Goran Rebic contiene molti minuti di ripresa dalle Porte di ferro